# Aphylla molossus
Aphylla molossus är en trollsländeart som först beskrevs av Selys 1869.  Aphylla molossus ingår i släktet Aphylla och familjen flodtrollsländor. Inga underarter finns listade i Catalogue of Life.